# Magento
Magento é um  sistema web de e-commerce de código aberto baseado em PHP e MySQL utilizando elementos do  Framework Zend, totalmente modular, desenvolvido pela Magento Inc (antiga Varien). A Magento Inc foi adquirida pelo eBay em 2011. Mas em 2015, o eBay anunciou o fim da parceria. O CEO da Magento Inc, Mark Lavelle, ressaltou que, por diversas vezes, a plataforma era esquecida dentro do eBay. “Fora do eBay, o Magento pode brilhar ainda mais”, disse o estrategista.
O Magento inclui todas as funcionalidades dos grandes players do mercado, com destaque para a otimização de sites (SEO) e a infinidade de módulos (plugins) que podem ser utilizados. Sua base de programação é sólida e modular, segura e escalável, provendo o suporte tecnológico necessário para que um e-commerce possa crescer de forma sólida e escalável, atualmente a "Magento" segue em mãos da Adobe após ser comprada por 1,68 Bilhão em 22 de maio de 2018.

## Versões do sistema
O Magento Community Ediition, a versão livre do sistema é a mais conhecida e utilizada no mundo todo no entanto o que nem todos sabem é que o sistema ainda conta com mais duas versões pagas que trazem recursos novos.
Atualmente possui três versões:
- Open Source Edition - Versão de código aberto, o suporte é dado pela comunidade em fóruns e pela web
- Commerce Edition - versão paga com suporte especializado e recursos avançados.
- Magento Cloud - versão paga hospedada na nuvem e oferecida pela própria Adobe.

## A plataforma de e-commerce mais usada
Com mais de 250.000 lojas implantadas no mundo e presente em mais de 50 países, o Magento é considerada a plataforma de ecommerce mais popular do mundo. Em pesquisa realizada pela Aheadworks em Setembro de 2012, foi constatado que o Magento é utilizado por 31,4% das empresas. Além disso, o termo "Magento" já é mais procurado na internet do que o próprio termo "e-commerce".

## Módulos
Além de ser um sistema de e-commerce completo, é possível instalar novas funcionalidades criadas por colaboradores de todo o mundo. Estes complementos são chamados de módulos e levam o e-commerce a um nível totalmente novo, sendo possível customizar todos os recursos existentes e criar novos, como por exemplo o módulo dos Correios e boleto eletrônico, muito utilizado no Brasil, Existem módulos gratuitos e pagos.

## Temas
Assim como os módulos, a customização da aparência não poderia ficar de fora, este já foi alvo de muitas críticas devido a sua complexidade que vem por causa da modularidade extrema do programa, um único tema do Magento pode conter dezenas e até centenas de arquivos, divididos em diversas pastas que nem sempre são intuitiva e ainda se trabalha com arquivos xml para configuração de layout, PHTML, para criação de blocos de conteúdo e os já conhecidos CSS, JS e imagens.